# Hinter Gittern/Staffel 14
Dieser Artikel enthält alle Episoden der vierzehnten Staffel der deutschen Fernsehserie Hinter Gittern, sortiert nach der Erstausstrahlung. Sie wurden vom 27. Dezember 2004 bis zum 13. Juni 2005 auf dem deutschen Sender RTL gesendet. Eine Sonderepisode wurde während der Sommerpause am 22. August 2005 gesendet.
Die vorerst letzten beiden Folgen wurden am 13. Juni 2005 ausgestrahlt, bevor erstmal im Lauf der Serie eine Sommerpause eingelegt wurde. Die um 21:15 Uhr ausgestrahlte Folge sahen 3,4 Millionen Zuschauern bei einem Marktanteil von 11,5 Prozent. In der werberelevanten Zielgruppe verfolgten 1,9 Millionen bei einem Marktanteil von 14,4 Prozent die Folge. Die zweite Folge um 22:15 Uhr konnte einen Marktanteil von 16,0 Prozent bei einer Zuschauerzahl von 3,63 Millionen vorweisen, in der Gruppe der 14- bis 49-Jährigen sahen 2,01 Millionen bei 18,3 Prozent Marktanteil zu.

## Episoden
| Nr. (ges.) | Nr. (St.) | Originaltitel                | Zusammenfassung | Erstausstrahlung D |
| ---------- | --------- | ---------------------------- | --- | ------------------ |
| 333        | 1         | Willkommen zurück            | Annika kommt als Insassin nach Reutlitz zurück. Dort freundet sie sich mit der ebenfalls neuen Insassin Ginger an. Doch Ginger ist eine alte Bekannte von Natascha. Natascha hat nun vor, Annika als Hure zu beschäftigen. Miriams Nachfolgerin wird Eva Baal. Wilhelmina trifft auf einen alten Bekannten.                                                                                                 | 27. Dez. 2004      |
| 334        | 2         | Eine Frage der Ehre          | Aus Fremdenhass sorgt Fisch dafür, dass Wilhelminas Identität aufgedeckt wird und sie zurück nach Namibia muss. Vor ihrer Abschiebung droht sie den Beamten mit einer Waffe und wird daraufhin von Brock angeschossen. Walter leidet unter Brocks Schikanen. | 17. Jan. 2005      |
| 335        | 3         | Johnny Be Good               | Annika findet gefallen am Beruf der Prostituierten, doch dann trifft sie auf einen Freier mit speziellen Vorlieben. Johnny schafft es, Walter aus dem Bunker zu holen. Natascha vernichtet die Tatwaffe. | 24. Jan. 2005      |
| 336        | 4         | Hardcore                     | Annika bereut, sich auf Nataschas Gewerbe eingelassen zu haben. Jeanette wird Zeuge eines Fallschirmsprunges, der direkt in der Gärtnerei von Reutlitz endet und sie glaubt, nun den Mann fürs Leben gefunden zu haben. | 7. Feb. 2005       |
| 337        | 5         | Jenseits von Afrika          | Um ihrer Abschiebung zu entgehen, verbarrikadiert Wilhelmina sich mit Johnny in der Kirche. Mel bekommt eine Liebeserklärung von Mike, doch kurz vor der Versöhnung wird Mike angeschossen. | 14. Feb. 2005      |
| 338        | 6         | Flieg, Mel, Flieg            | Mel darf aufgrund einer Intrige von Brock nicht zu ihrem todkranken Ehemann. Durch Pauls Fallschirm kann Mel aus Reutlitz fliehen und Mikes letzte Lebensminuten mit ihm verbringen. Wilhelmina bekommt von Johnny das Angebot ihn zu heiraten, doch gerade weil sie ihn liebt, entscheidet Wilhelmina sich dagegen und für eine Heirat mit Kims Vater Armin.                                               | 21. Feb. 2005      |
| 339        | 7         | Das Experiment               | Niks Experiment mit den Frauen auf Station C beginnt. Doch Ginger manipuliert das Experiment, damit Brock und Natascha schnellstmöglich wieder ihr Bordell auf Station C führen können. Nik wird schließlich wegen schwerer Körperverletzung verhaftet. Uschis ehemalige Stieftochter Nora kommt nach Reutlitz.                                                                                             | 28. Feb. 2005      |
| 340        | 8         | Todesspiel                   | Natascha will, dass Ginger Annika an Weigert ausliefert, der sie erwürgen will, doch Ginger entscheidet sich, ihm Nora auszuliefern. Nora stirbt schließlich, kurz nachdem sie sich mit Uschi ausgesprochen hat. | 7. März 2005       |
| 341        | 9         | Schweinereien                | Noras Leiche ist unauffindbar. Natascha schafft es durch eine Intrige, Uschi glauben zu lassen, dass Trudes Schwein Nora gefressen hat. Uschi wird daraufhin im Bunker fixiert. Bei den Frauen häuft sich der Frust wegen Baals Sparmaßnahmen auf. | 14. März 2005      |
| 342        | 10        | Meuterei auf der B.          | Mel und Co. stiften eine Meuterei an, um Evas Fußfesseln abzuschaffen. Dies kommt Natascha ungelegen, da sie zu dem Zeitpunkt mit Hilfe von Kittler fliehen will. | 21. März 2005      |
| 343        | 11        | Dein Wille geschehe          | Wilhelmina heiratet Armin, um in Deutschland bleiben zu dürfen. Als Armin sie in selbiger Nacht vergewaltigen will, verletzt sie ihn schwer und bleibt wegen Körperverletzung in Haft. Patrick Lindner kommt zu Besuch nach Reutlitz. | 11. Apr. 2005      |
| 344        | 12        | Brennende Rache              | Natascha wird von Brock gezwungen, nun selbst anzuschaffen. Sie will sich daraufhin an Brock und Kittler rächen und steckt Station C in Brand. Walter und Johnny eilen den beiden Beamten zur Hilfe. | 18. Apr. 2005      |
| 345        | 13        | Überführt                    | Walters Prozess beginnt. Nach vielen Intrigen schafft es Walter mit Hilfe von Annika und Ginger, ihre Unschuld zu beweisen. Edgar und Kittler kommen mit einem blauen Auge davon, während Bleiming entlassen wird. | 25. Apr. 2005      |
| 346        | 14        | Die Cobra                    | Cobra, die massenmordende Schlangenfrau, sowie Annabelle Liffers, eine unter Klaustrophobie leidende Insassin, werden nach Reutlitz geliefert. Cobra schafft es, ihre Identität mit Annabelle zu tauschen. Cobra stranguliert Nik und startet einen Fluchtversuch, der durch die neue Schließerin Daniela Kallweit verhindert werden konnte.                                                                | 2. Mai 2005        |
| 347        | 15        | Die Zweite Chance            | Edgar treibt Daniela in die Enge, sodass Daniela sich dafür entscheidet, Eva von Brocks Machenschaften zu erzählen und dabei ihre eigenen Fehler zuzugeben. Brock wird daraufhin vom Dienst suspendiert. Cobra verbringt ihre Strafe im Bunker. Es stellt sich heraus, dass Annabelle die Mörderin von Mike ist. Nancys Hund Roxie verlässt Reutlitz, um als Blindenhund zu fungieren.                      | 9. Mai 2005        |
| 348        | 16        | Blutrache                    | Melanie erfährt, dass Annabelle Mikes Mörderin ist und will Rache. Cobra versucht, David um den Finger zu wickeln. Ilse und Jeanette machen eine Entdeckung. | 23. Mai 2005       |
| 349        | 17        | Und vergib uns unsere Schuld | Als Fisch Johnny erpresst, nimmt Walter die Schuld an Gomulkas Tod auf sich. Jeanette will sich an Toni rächen, doch Toni hat sie ein weiteres Mal in der Hand. | 6. Juni 2005       |
| 350        | 18        | Dicke Freunde                | Johnny und Wilhelmina stehen zueinander. Fisch nutzt Nancys Gutgläubigkeit aus. | 6. Juni 2005       |
| 351        | 19        | Explosiv                     | Cobra ist vernarrt in David. Mels und Fischs Fluchtversuch wird von Walter unterbrochen. Jeanette findet im Keller von Reutlitz eine Bombe und löst unbeabsichtigt auf ihrer Zelle den Zünder aus. | 13. Juni 2005      |
| 352        | 20        | Bombenstimmung               | Cobra nutzt die Zirkusshow dafür, um sich an Daniela und David zu rächen und somit ganz Reutlitz in die Luft zu sprengen. Reutlitz wird mit der Hilfe von Walter evakuiert, doch die Bombe löst sich auf dem Gefängnishof. Wer überlebt hat, ist ungewiss. | 13. Juni 2005      |
| 352a       | 20a       | Was geschah in Reutlitz?     | Dr. Kaltenbach lässt Jutta aus Paris einfliegen, um sie zurück nach Reutlitz zu holen. Jutta verschafft sich nun in Berlin einen eigenen Einblick in die Tatsachen und befragt dazu Dr. Kaltenbach und Uschi. Auch Natascha Sanin besucht Jutta in Preekow. Nachdem Jutta Walter im Krankenhaus besucht, die im Koma liegt, schwört sie ihr, zurück nach Reutlitz zu kommen, um die Umstände zu verbessern. | 22. Aug. 2005      |

### Sonderfolge 352a: Was Geschah in Reutlitz
Zum wiederholten Wiedereinstieg der Figur der Jutta Adler wurde bei Hinter Gittern nochmals eine Rückblicksepisode entwickelt. In dieser Episode treten von der durchgehenden Besetzung alleinig Claudia Loerding als Jutta Adler, Katy Karrenbauer als Walter, Barbara Freier als Uschi, Uta Prelle als Birgit Schnoor sowie Susann Uplegger als Natascha auf. Ebenso tritt Franziska Matthus auf, die in den ersten beiden Staffeln als Anstaltsleiterin Dr. Kaltenbach zum Hauptcast gehörte und seitdem in fast jeder Staffel einen Gastauftritt als Staatssekretärin in der Serie hat.

## Besetzung
Die Besetzung von Hinter Gittern trat in der vierzehnten Staffel folgendermaßen in Erscheinung:

### Insassinnen
| Rollenname                                   | Schauspieler        | Folgen                                      | Anzahl    | Bemerkungen und Rollenentwicklung in Staffel 14 |
| -------------------------------------------- | ------------------- | ------------------------------------------- | --------- | --- |
| Christine „Walter“ Walter                    | Katy Karrenbauer    | 334–346, 349–352a                           | 18 Folgen | Anführerin der Station B. Wird im Mordprozess um Ines’ Tod freigesprochen, nimmt jedoch den Mord an Gomulka auf sich, um Johnny zu schützen. Liegt nach der Bombenexplosion im Koma.                                                                                   |
| Heidrun „Fisch“ Fischer                      | Aline Staskowiak    | 333–339, 341–343, 347–352                   | 16 Folgen | Tochter von Natascha und Eberhard. Erfährt von der Erkrankung ihrer Mutter und versucht aus dem Gefängnis zu fliehen. |
| Ilse Wünsche geb. Brahms                     | Christiane Reiff    | 335–338, 341–344, 347–352                   | 14 Folgen | Küchenhilfe. |
| Jeanette Bergdorfer                          | Christine Schuberth | 335–338, 341–344, 347–352                   | 14 Folgen | Langjährige Insassin. Löst versehentlich den Zeitzünder der Bombe aus. |
| Wilhelmina Makhubela alias Wilhelmina Müller | Dennenesch Zoudé    | 333–338, 342–345, 349–352                   | 14 Folgen | Illegale Einwanderin. Lebte anonym in Deutschland, um nicht abgeschoben zu werden. Geht eine Scheinehe mit Armin Krause ein. Verletzt ihn schwer, als dieser sie vergewaltigen will und wird daraufhin abermals inhaftiert. Beginnt eine Beziehung zu Johnny.          |
| Nancy Konnopke                               | Livia S. Reinhard   | 333–334, 341–347, 349–352                   | 13 Folgen | Cousine von Kalle. Geistig zurückgeblieben. Frauchen von Roxie, den sie als Blindenhund ausbildet. Lernt den Blinden Lukas Ehlert kennen. |
| Natascha Sanin                               | Susann Uplegger     | 333–336, 339–345, 352a                      | 12 Folgen | Leitet diverse kriminelle Geschäfte, veranlasst den Tod von Ines und Nora und zwingt Annika und Ginger zur Prostitution. Wird aufgrund des Mordes an Ines verurteilt und nach Preekow inhaftiert.                                                                      |
| Annika Jesske                                | Sylwia von Wildburg | 333–336, 339–341, 343–345, 351–352          | 12 Folgen | Ehemalige Schließerin in Reutlitz. Wird aufgrund von Geldwäsche und Amtsmissbrauch inhaftiert. Prostituiert sich für Natascha. |
| Melanie „Mel“ Schmidt                        | Sigrid Schnückel    | 333–334, 337–338, 341–342, 345–348, 351–352 | 12 Folgen | Witwe von Mike Michalke. Verliert ihren Ehemann, nachdem Annabelle Liffers ihn umgebracht hat. |
| Antje „Ginger“ Stenzel                       | Nadine Warmuth      | 333–336, 339–341, 343–345, 352              | 11 Folgen | Neue Insassin in Reutlitz. Alte Bekannte von Natascha. Prostituierte sich für Natascha. Bisexuell und verliebt in Annika. |
| Ursula „Uschi“ König                         | Barbara Freier      | 333–335, 339–342, 348, 351–352a             | 11 Folgen | Ex-Ehefrau von Dr. Lorenz Strauß. Stiefmutter von Nora. |
| Paula Vogel †                                | Claudia Kühn        | 336–337, 339–343, 351–352                   | 9 Folgen  | Gewalttätige Insassin in Reutlitz. Männliches Erscheinungsbild aufgrund von Steroidmissbrauchs. Stirbt an der Bombenexplosion in Reutlitz (zu sehen erst in Staffel 15)                                                                                                |
| Nikola „Nik“ Gross                           | Solveig August      | 338–339, 345–346, 349–352                   | 8 Folgen  | Studentin, die für ihre Hausarbeit ein Experiment in Reutlitz veranstaltet, welches von Ginger im Auftrag von Natascha sabotiert wird. Wird aufgrund der Sabotage später nach Reutlitz inhaftiert.                                                                     |
| Corinna „Cobra“ Roth                         | Daniela Schober     | 346–348, 351–352                            | 5 Folgen  | Massenmordende Schlangenfrau. Unberechenbar. Verliebt in David Willborn. Verursacht im Staffelfinale eine Explosion in Reutlitz und wird in eine Psychiatrie gebracht.                                                                                                 |
| Nora Strauß †                                | Hanna Jürgens       | 339–341                                     | 3 Folgen  | Tochter von Lorenz. Schwester von Thoralf. Stieftochter von Uschi. Will aus Reutlitz fliehen, wird jedoch von Natascha dazu benutzt, sich auf Station C zu prostituieren. Wird von einem Sadomaso-Freier erwürgt und anschließend in der Gefängnisgärtnerei vergraben. |
| Annabelle „Hackfresse“ Liffers               | Bettina Lohmeyer    | 346–348                                     | 3 Folgen  | Psychisch auffällig. Mörderin von Mike Michalke. |

### Gefängnispersonal
| Rollenname                  | Schauspieler       | Folgen                              | Anzahl    | Bemerkungen und Rollenentwicklung in Staffel 14 |
| --------------------------- | ------------------ | ----------------------------------- | --------- | --- |
| Eva Baal                    | Karen Böhne        | 333–336, 339–352                    | 18 Folgen | Anstaltsleiterin. |
| Gertrud „Trude“ Schiller    | Karin Oehme        | 333–334, 337–343, 345–352           | 17 Folgen | Schließerin. Exehefrau von Hubert. Mutter von Annika Schiller. |
| Peter Kittler               | Egon Hofmann       | 333–336, 339–346, 351–352           | 14 Folgen | Schließer. Betreibt mit Brock und Natascha ein Bordell auf Station C. |
| Birgit Schnoor              | Uta Prelle         | 333–335, 337–340, 347–352a          | 14 Folgen | Stellvertretende Anstaltsleiterin. |
| Edgar Brock                 | Leon Boden         | 333–340, 344–347                    | 12 Folgen | Sicherheitsbeauftragter. Organisierte mit Peter und Natascha ein Bordell auf Station C. Wird von Eva Baal suspendiert.                                                                                        |
| Hanno „Johnny“ Matthiesen † | Sascha Gluth       | 334–338, 342–345, 349–350, 352      | 12 Folgen | Anstaltspastor (evangelisch). Alter Bekannter von Walter. Freund von Wilhelmina. Stirbt an der Explosion in Reutlitz (Erst zu sehen in Staffel 15)                                                            |
| David Wilborn               | Jost Pieper        | 335–338, 345–352                    | 12 Folgen | Schließer. |
| Ulrich Haller               | Ulrich Wohlleben   | 333–334, 340, 343–346, 349–350, 352 | 10 Folgen | Kleinrolle Schließer. |
| Kim Krause †                | Judith Hildebrandt | 333–334, 337–338, 342–344, 351–352  | 9 Folgen  | Anstaltsköchin. Beginnt ohne Kocherfahrung mit gefälschten Zeugnissen. Tochter von Armin. Ehemalige Stieftochter von Wilhelmina. Stirbt aufgrund der Explosion im Staffelfinale (erst zu sehen in Staffel 15) |
| Daniela Kallweit            | Corinna A. Horn    | 346–352                             | 7 Folgen  | Neue Schließerin in Reutlitz. Ehemalige Insassin mit gefälschten Zeugnissen. |
| Bertram Bleiming            | Benedikt Schörnig  | 341–345                             | 5 Folgen  | Schließer. Wird zu Unrecht entlassen, nachdem Edgar Brock ihm die Bordellorganisation unterstellt. |
| Dr. Evelyn Kaltenbach       | Franziska Matthus  | 347–348, 352, 352a                  | 4 Folgen  | Staatssekretärin. |
| Dr. Saalbach                | Norbert Braun      | 336, 346                            | 2 Folgen  | Anstaltsarzt. |
| Jutta Elisabeth Adler       | Claudia Loerding   | 352a                                | 1 Folge   | Frühere Anstaltsleiterin. Wird in der Rückblicksepisode von Dr. Kaltenbach aus Paris geholt, um zurück nach Reutlitz zu kommen.                                                                               |

### Angehörige
| Rollenname               | Schauspieler          | Folgen           | Anzahl   | Bemerkungen und Rollenentwicklung in Staffel 14                                                                     |
| ------------------------ | --------------------- | ---------------- | -------- | --- |
| Armin Krause             | Udo Kroschwald        | 337–338, 342–343 | 4 Folgen | Vater von Kim. Scheinehemann von Wilhelmina. Wird nach der versuchten Vergewaltigung an Wilhelmina schwer verletzt. |
| Lukas Ehlert             | David Kramer          | 347, 350–352     | 4 Folgen | Blind. Freund von Nancy.                                                                                            |
| Anwalt Jacobi            | Dieter Matthes        | 333, 344–345     | 3 Folgen | Korrupter Anwalt von Natascha Sanin.                                                                                |
| Freier Weigert           | Robert Schupp         | 335–336, 340     | 3 Folgen | Perverser Freier von Annika, Ginger und Nora.                                                                       |
| Toralf Strauß            | Lorenz Köhler         | 339–341          | 3 Folgen | Sohn von Lorenz. Bruder von Nora.                                                                                   |
| Mike Michalke †          | Tino Blazejewski      | 337–338          | 2 Folgen | Bruder von Lizzy. Ehemann von Melanie. Wird bei einem Hauseinbruch von Annabelle Liffers erschossen.                |
| Anton „Toni“ Kornbichler | Werner Opitz          | 349–350          | 2 Folgen | Exliebelei von Jeanette. Verantwortlich für ihren Gefängnisaufenthalt. Erpresst Jeanette.                           |
| Joachim Franke           | Michael Tietz         | 350              | 1 Folge  | Unternehmer. |
| Samuel „Sam“ Kawana      | Ernest Allan Hausmann | 333–334          | 2 Folgen | Freund von Wilhelmina aus Namibia.                                                                                  |

### Todesfälle der Staffel
| Folge | Person        | Art des Todes | Handlung |
| ----- | ------------- | ------------- | --- |
| 338   | Mike Michalke | Erschossen    | Wird bei einem Hauseinbruch von Annabelle Liffers erschossen. |
| 340   | Nora Strauß   | Erwürgt       | Ginger soll Annika an Freier Weigert ausliefern, der sie erwürgen will. Ginger entscheidet sich jedoch, ihm stattdessen Nora auszuliefern. Weigert erwürgt Nora schließlich anstelle von Annika. Noras Leiche wird anschließend von Annika und Ginger im Beisein von Peter und Natascha in der Gärtnerei vergraben. |